# Lijst van burgemeesters van Blokker
Dit is een lijst van burgemeesters van de voormalige Nederlandse gemeente Blokker vanaf de oprichting op 1 januari 1811 tot 1 januari 1979 wanneer de gemeente opging in de gemeenten Bangert en Hoorn.
| Ambtsperiode | Naam burgemeester                           | Partij of stroming | Bijzonderheden |
| ------------ | ------------------------------------------- | ------------------ | --- |
| 1812 - 1817  | T. Koster                                   |                    | eerst maire, later burgemeester |
| 1817 - 1822? | Jan Muntjewerff                             |                    | schout, tevens notaris te Blokker |
| 1823? - 1838 | Dirk Hulst                                  |                    | eerst schout, later burgemeester, tevens notaris te Blokker                                                                             |
| 1838 - 1864  | Johannes (J.) Koster                        |                    | tevens burgemeester van Westwoud (1852-1861). Zijn graf, op het kerkhof van de Hervormde Kerk, is aangewezen als gemeentelijk monument. |
| 1864 - 1888  | Joris (J.) de Boer                          |                    | |
| 1888 - 1916  | Cornelis (C.) Koeman                        |                    | |
| 1916 - 1919  | F.A van Helvoirt                            |                    | |
| 1919 - 1938  | H. Oostveen                                 |                    | |
| 1938 - 1945? | G. Kramer                                   |                    | |
| 1945         | Cor (C.) Koeman Azn                         | NSB                | |
| 1945         | G. Kramer                                   |                    | waarnemend |
| 1945 - 1965  | Gerardus Hendrikus Essing                   |                    | tevens burgemeester van Westwoud (1947-1965)                                                                                            |
| 1965 - 1979  | drs. Waltherus Bartholomeus Joannes Lemmens | KVP                | tevens burgemeester van Westwoud |